# Allochthonius opticus coreanus
Allochthonius opticus coreanus es una subespecie de arácnido  del orden Pseudoscorpionida de la familia Chthoniidae.

## Distribución geográfica
Se encuentra en Corea.